# Christi-Verklärungs-Kathedrale (Abakan)

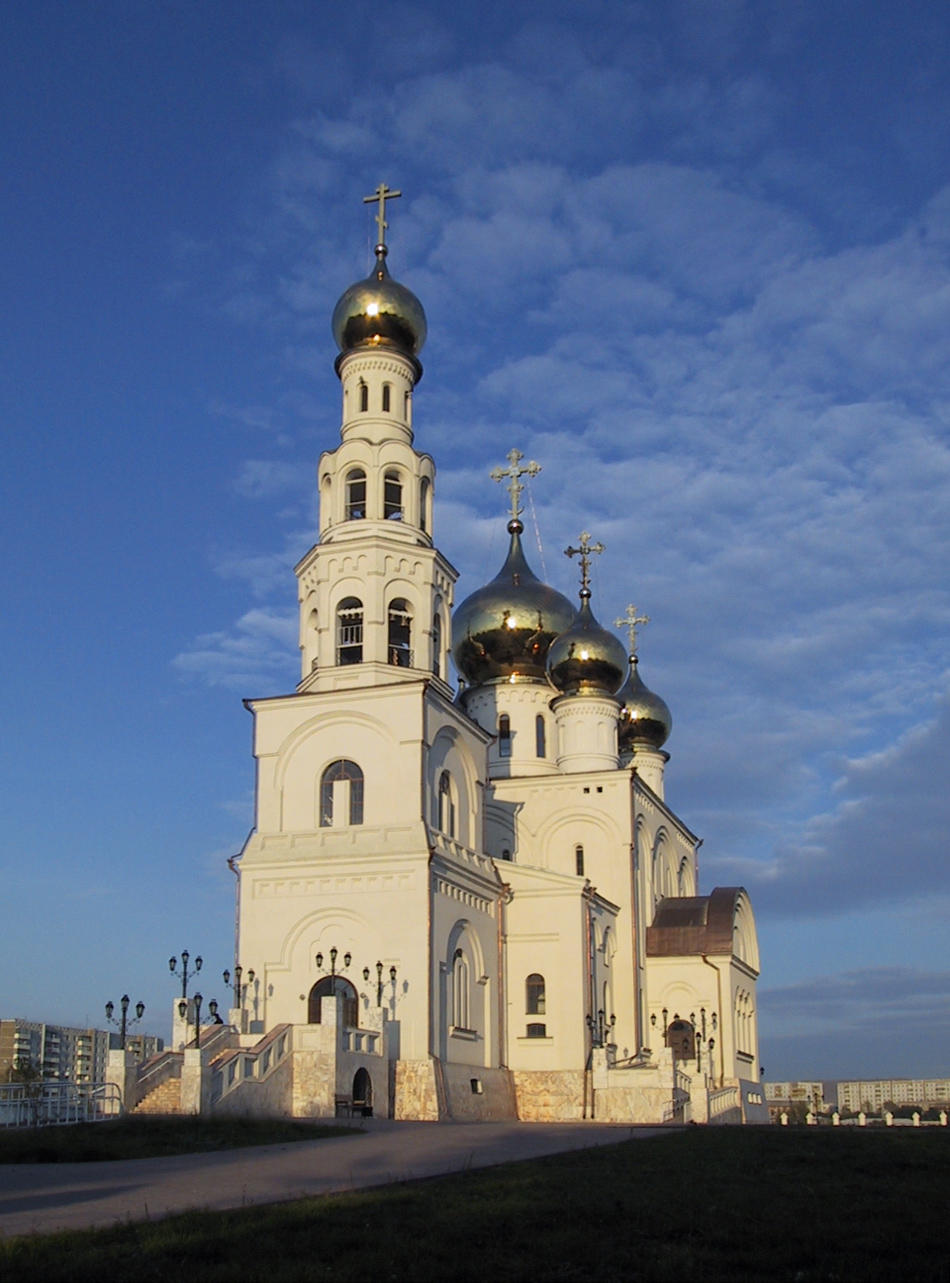
Christi-Verklärungs-Kathedrale

Die Christi-Verklärungs-Kathedrale (russisch Спасо-Преображенский собор, transkribiert Spaso-Preobraschenski sobor) ist eine in Abakan in Südsibirien gelegene russisch-orthodoxe Kathedrale und Bischofssitz der Eparchie Abakan und Chakassien.
Die Kathedrale wurde von 1999 bis 2005 nach Entwürfen des Architekten Alexej Krylow errichtet. Am 19. August 2005 wurde die Kathedrale geweiht.
Die Christi-Verklärungs-Kathedrale hat sieben Kuppeln – fünf davon über dem kubischen Kirchengebäude, eine über der Apsis, eine weitere krönt den Glockenturm. Die Kathedrale besteht aus zwei Gottesdiensträumen: die Unterkirche, die dem Patrozinium der Neumärtyrer (also von Priestern, die unter der Sowjetherrschaft getötet oder Repressionen ausgesetzt und ab 1992 heiliggesprochen worden waren) unterstellt ist; die Oberkirche ist der Christi-Verklärung geweiht. Die Kathedrale bietet Platz für mehr als 1000 Besucher. Die Höhe des Glockenturms ohne das Kreuz beträgt 49,2 m. Das Geläut besteht aus zwölf Glocken, die größte Glocke wiegt 5670 kg.